# Feldberg (bergstopp)
Feldberg är en bergstopp i Österrike.   Den ligger i distriktet Kitzbühel och förbundslandet Tyrolen, i den centrala delen av landet, 300 km väster om huvudstaden Wien. Toppen på Feldberg är 1 813 meter över havet, eller 250 meter över den omgivande terrängen. Bredden vid basen är 2,5 km. Feldberg ingår i Kaisergebirge.
Terrängen runt Feldberg är bergig åt sydväst, men åt nordost är den kuperad. Närmaste större samhälle är Kufstein, 11,8 km väster om Feldberg. 
Trakten runt Feldberg består i huvudsak av gräsmarker. Runt Feldberg är det ganska tätbefolkat, med 52 invånare per kvadratkilometer.